# Geher-Länderkampf der Frauen 1981 BR Deutschland – Dänemark – Frankreich – Schweden – Schweiz
| 9. Leichtathletik-Länderkampf mit bundesdeutscher Beteiligung 1981                      | 9. Leichtathletik-Länderkampf mit bundesdeutscher Beteiligung 1981 |
| --------------------------------------------------------------------------------------- | ------------------------------------------------------------------ |
|                                                                                         |                                                                    |
| Geher-Vergleich der Frauen: BR Deutschland – Dänemark – Frankreich – Schweden – Schweiz |                                                                    |
| Austragungsort                                                                          | Grevenbroich                                                       |
| Wettbewerbe                                                                             | 1                                                                  |
| Datum                                                                                   | 27. Juni                                                           |
| 1. SWE 2. FRA 3. FRG 4. SUI 5. DNK                                                      | 41 Punkte 27 Punkte 21 Punkte 17 Punkte 15 Punkte                  |
| Chronik                                                                                 |                                                                    |
| ← GBR-FRG-POL (F)                                                                       | SWE-FRG Geher (M) →                                                |

Im neunten Vergleich des Länderkampfjahres 1981 traten die bundesdeutschen Geherinnen am 27. Juni zu ihrem zweiten Länderkampf in diesem Jahr an. Dabei kam es zum vierten Aufeinandertreffen mit Schweden, Dänemark, Frankreich und der Schweiz. Austragungsort war Grevenbroich. Die ersten drei Vergleiche hatte jeweils Schweden vor der Bundesrepublik und Frankreich gewonnen.

## Modus
Ausgetragen wurde ein Wettbewerb im Bahngehen über 5000 Meter. Jede Nation konnte vier Geherinnen stellen, von denen die drei Besten gewertet wurden. Die Punkte wurden verteilt wie folgt: 1. Platz: 16 Punkte / 2. Pl.; 14 P / 3. Pl: 13 P / 4. Pl.: 12 P / 5. Pl,: 11 P / …

## Ergebnis
Auch in diesem Jahr war der Fünfländerkampf wieder gekennzeichnet von einer drückenden schwedischen Überlegenheit. Allerdings gelang einer Geherin aus der Schweiz die Platzierung auf Rang zwei. Ansonsten lagen die schwedischen Athletinnen vor dem Rest des Feldes. Hinter den Schwedinnen erlangten die Französinnen die besten Ergebnisse vor den bundesdeutschen Vertreterinnen. Die beiden Länder tauschten somit ihre Ergebnisse aus dem Vorjahr. Trotz des zweiten Platzes der Schweizer Sportlerin gelang den Schweizerinnen aufgrund der schwächeren Resultate ihrer weiteren Teilnehmerinnen keine vordere Platzierung im Gesamtresultat. Hinter den Siegerinnen aus Schweden mit 41 Punkten wurde Frankreich mit 27 Punkten Zweiter. Die bundesdeutschen Vertreterinnen kamen auf 21 Punkte und Platz drei vor der Schweiz (siebzehn Punkte). Dänemark belegte mit fünfzehn Punkten den fünften Platz.

## Resultat

### 5 km Straßengehen
| Platz | Athletin                | Land | Zeit (min) |
| ----- | ----------------------- | ---- | ---------- |
| 01    | Siv Gustavsson          | SWE  | 23:24,3    |
| 02    | Margot Vetterli         | SUI  | 23:34,4    |
| 03    | Ann Jansson             | SWE  | 23:45,1    |
| 04    | Ann-Marie Larsson       | SWE  | 24:11,7    |
| 05    | Britt Holmqvist         | SWE  | 24:15,5    |
| 06    | Suzanne Griesbach       | FRA  | 24:30,1    |
| 07    | Ingrid Adam             | FRG  | 24:56,0    |
| 08    | Eleonore Reinling       | FRA  | 25:06,9    |
| 09    | Lene Cassidy            | DNK  | 25:14,6    |
| 10    | Claudine Richard        | FRA  | 25:27,7    |
| 11    | Marie-Therese Ettwiller | FRA  | 25:37,9    |
| 12    | Renate Bauch            | FRG  | 25:39,1    |
| 13    | Regine Broders          | FRG  | 25:50,4    |
| 14    | Tina Thomsen            | DNK  | 25:52,6    |
| 15    | Monika Glöckler         | FRG  | 26:23,9    |
| 16    | Karin Jensen            | DNK  | 26:39,9    |
| 17    | Marianne Kjoelby        | DNK  | 27:58,3    |
| 18    | Astrid Mignot           | SUI  | 27:59,6    |
| 19    | Corinne Aviolat         | SUI  | 29:47,8    |
| 20    | Claudia Fournier        | SUI  | 30:50,7    |